# Copa Emídio Perondi
La Copa Emídio Perondi era un torneo organizzato dalla Federação Gaúcha de Futebol (FGF). Il vincitore del torneo si qualificava per la Coppa del Brasile e per il Campeonato Brasileiro Série C.
La medesima competizione decideva anche le due squadre che retrocedevano nel Campeonato Gaúcho Divisão de Acesso.

## Albo d'oro
| Anno | Campione       | Vice              |
| ---- | -------------- | ----------------- |
| 2005 | Novo Hamburgo  | Brasil de Pelotas |
| 2006 | 15 de Novembro | Ulbra             |

## Titoli per squadra
| Squadra        | Città         | Titoli |
| -------------- | ------------- | ------ |
| 15 de Novembro | Campo Bom     | 1      |
| Novo Hamburgo  | Novo Hamburgo | 1      |